# Chimera (paleontologia)
In paleontologia, una chimera è un fossile ricostruito con elementi provenienti da più di una singola specie o genere di animale fossile. In altre parole, si tratta di errori o talvolta di falsi miti commessi dai paleontologi, che assemblano parti che non provengono dallo stesso organismo.
Alcuni esempi di chimere paleontologiche sono:
- "Archaeoraptor"[1][2]
- Avalonianus[3]
- Bagaraatan[4]
- Beipiaognathus?
- Dakotaraptor?[5][6]
- Dalianraptor?[7][8]
- Eocarcharia?
- Kryptops?
- Kootenichela?[9]
- Lametasaurus?[10]
- Luchibang[11]
- Ornithopsis hulkei[12]
- Uomo di Piltdown[13]
- Polacanthoides?[14]
- Precursor?[15]
- Protoavis[16][17]
- Saurophaganax?[18]
- "Teihivenator"[19]
- "Tylosaurus" capensis[20]
- Ultrasauros[21]
- Xenodens?[22]